# Julio Adalberto Rivera
Pour les articles homonymes, voir Julio Rivera (homonymie).
Julio Adalberto Rivera Carballo (2 septembre 1921 ; 29 juillet 1973) est le 34e président du Salvador, fonction qu'il exerce du 1er juillet 1962 au 1er juillet 1967.  

## Biographie
Rivera est né à Zacatecoluca. Officier militaire, il aide à mener un coup d'état en 1961. De janvier 1961 à septembre 1961, il est membre du Directoire civilo-militaire qui gouverne alors au Salvador. En 1962, il est élu président pour un mandat de cinq ans, étant le candidat du Parti de la concertation nationale. 
Président, il signe l'Alliance pour le progrès, un accord avec les États-Unis. Il a aussi accepté, de ce fait, une somme importante pour la construction de logements à loyer modéré pour les Salvadoriens ; c'est de ces investissements que résulte la construction des immeubles Zacamil, et d'autres grands travaux publics.  
Après avoir quitté ses fonctions publiques, il devient ambassadeur du Salvador auprès des États-Unis, et à l’ONU, entre 1968 et 1973, année de sa mort. 